# 内格罗斯岛猪笼草
内格罗斯岛猪笼草（学名：Nepenthes negros）是菲律宾特有的热带食虫植物，多数分布于比利蘭島与内格罗斯岛。
拉莫斯猪笼草属于非正式的“翼状猪笼草组”分类群下，其中还包括翼状猪笼草（N. alata）、塞西尔猪笼草（N. ceciliae）、柯普兰猪笼草（N. copelandii）、绝灭猪笼草（N. extincta）、小花猪笼草（N. graciliflora）、汉密吉伊坦山猪笼草（N. hamiguitanensi）、奇坦兰山猪笼草（N. kitanglad）、仓田猪笼草（N. kurata）、莱特岛猪笼草（N. leyte）、棉兰老岛猪笼草（N. mindanaoensis）、拉莫斯猪笼草（N. ramos）、萨兰加尼猪笼草（N. saranganiensis）及超基猪笼草（N. ultra）。这些物种之间存在着许多共同特征，比如叶柄具翼、捕虫笼笼盖下表面基部存在附属物，及上位笼基部通常较宽。

## 扩展阅读
维基共享资源上的相關多媒體資源：内格罗斯岛猪笼草
 維基物種上的相關：内格罗斯岛猪笼草